# Grow Up
Grow Up è l'album di debutto della band pop punk The Queers, pubblicato nel 1990 dalla Lookout! Records.

## Tracce
1. Squid Omelet
2. Love Love Love
3. Boobarella
4. I Met Her At The Rat
5. I'll Be True To You
6. Burger King Queen
7. Junk Freak
8. Gay Boy
9. Rambo Rat
10. I Don't Wanna Get Involved
11. Goodbye California
12. Strip Search

## Formazione
- Joe King - voce, chitarra
- Hugh O'Neill - batteria
- Sean Rowley - chitarra
- Greg Urbatis - basso